# 反逆罪
反逆罪（はんぎゃくざい , 英: treason）は国家または君主に対する忠誠義務違反の罪。

## 歴史
ゲルマン法の反逆罪の原型には、①信義に反することを意味する「Treubruch」、②共同体に対する忠誠を侵害する「Landesverrat」というものがあった。前者は、封建的な主従関係等における信頼を害する罪であるが、この関係は個人的・双務的であるため、正式に心中の近いを撤回した上で反乱を起こしても、反逆罪とはならない。他方、後者は、本来的には君主個人に対する罪ではないが、君主が共同体を体現するものと認識されるようになると、王家に対する罪としての「Hochverrat」という観念が分立した。これに類似し、ローマ法には、③至高の国家権力の神聖不可侵性「majestas」を害する罪という観念があり、この「majestas」がローマ人民の共同体に帰属するものからローマ皇帝個人に帰属するものとされていっていたが、これも西欧における反逆罪概念の原型となった。
イングランドでは、前記②の「Hochverrat」と「Landesverrat」の区別に対応し、「国王個人」に対する罪と「王冠」に対する罪を区別する議論もあったが、1351年の反逆法では君主と王朝の区別はされなかった。また、1381年の反逆罪法は、ワット・タイラーの乱などを踏まえ、前記①の観点からすれば反逆罪とならないはずの農民反乱なども含め、反逆罪に当たるとした。さらに、1534年の反逆罪法は、国王の生命身体のみならず、その地位、権力、威信などを反逆行為の対象と定めており、前記③「majestas」の毀損を問題とする性格を有し、反逆罪をローマ法化させた。そうしたところ、1649年にチャールズ1世が国王の地位にいながらにして反逆罪を犯したものとして処刑されており、これはイングランドの「majestas」の占有主体が国王から人民に移転したと評価されることになる。
18世紀のフランスでも君主と王朝（ないし国家）の区別はみられなかったが、フランス革命後、立憲君主制の下で制定された1791年刑法は君主と国家を初めて区別した。フランス革命後のフランスではオーストリアやプロイセンとの対立から1791年刑法、1810年刑法（ナポレオンによる統治下）、1832年改正法（七月王政下）のいずれも外患罪など国家の外的安全を重視した。そのため内乱罪と大逆罪は1853年改正法でも一括りにされていた。ベルギーの1867年刑法、ドイツの1871年刑法、オランダの1881年刑法、イタリアの1889年刑法なども大逆罪と内乱罪は一括りにされていた。